# Wurzelschnitt
Der Wurzelschnitt ist eine Schnittmethode in der Forstwirtschaft, im Obstbau und im Gartenbau. Dabei werden die Wurzeln einer Pflanze beschnitten, um ihr Wachstum zu beeinflussen.

## Anwendungen
- Forstwirtschaft
In der Forstwirtschaft dient der Wurzelschnitt dem optimalen Wachstum eines Baumes. Die Wurzeln werden so gekürzt, dass sie nach dem Einpflanzen in die gewünschte Richtung wachsen. Nach dem Versatz in den Forst soll der Setzling in der Wachstumsphase optimal in der Erde festgehalten und mit Nährstoffen versorgt werden. Auch sollen zu lange horizontale Wurzeln vermieden werden, die bei einer Rodung anliegender Bäume verletzt werden und dadurch die Gesundheit des Baumes gefährden könnten.[2]

- Obstbau
Beim Obstbau soll der Wurzelschnitt das Fruchtwachstum stabilisieren, das heißt dem Ausbilden von zu vielen oder zu wenigen Früchten vorbeugen. Auch kann er sogenannte „ruhigere Bäume“ hervorbringen, die einen geringeren Arbeitsaufwand beim späteren Baumschnitt bedeuten.[1]

- Gartenbau
Eine besondere Rolle spielt der Wurzelschnitt bei Bonsai, die durch das Kürzen der Wurzeln in kleinen Gefäßen gehalten werden können.[3] Bei Orchideen hingegen dient der Wurzelschnitt beim Umtopfen der Pflanze dazu, verfaulte oder beschädigte Wurzeln zu entfernen.[4]

## Grundlagen
Wurzelschnitte sollten mit Vorsicht und Bedacht durchgeführt werden, da das Wurzelwerk ein lebenswichtiges Organ der Pflanze ist. Eine zu starke Reduzierung sowie ein falscher Beschnitt können die Gesundheit der Pflanze dauerhaft schädigen.
In der Forstwirtschaft gilt, dass man das Wurzelsystem nicht mehr als 25 % reduzieren und Wurzeln mit einem Durchmesser > 4 mm nicht beschneiden sollte.
Zum Schneiden eignet sich eine Gartenschere. Um eine Schädigung der Wurzeln zu verhindern, ist es wichtig, dass diese scharf ist.
Damit jede Wurzel nach dem Einpflanzen in die für eine optimale Entwicklung richtige Richtung wächst, schneidet man die Wurzel so ab, dass sie stabil in die jeweilige Richtung steht. Die senkrechten Hauptwurzeln sollen nach unten stehen und die Seitenwurzeln waagerecht. Testen kann man die Stabilität, indem man leicht mit einem Finger an der Schnittstelle der Wurzel zur Pflanze hin drückt. Wenn die Wurzel diesem leichten Druck standhält, ohne sich zur Seite zu biegen, wird sie auch beim Einpflanzen in die Erde gerade in diese Richtung wachsen und nicht umgeknickt werden. Um zu erkennen, wo die Seitenwurzeln beschnitten werden müssen, kann man die Pflanze auf den Kopf drehen. An der Stelle, an der eine Wurzel nach unten hängt, kann sie gekürzt werden.

## Risiken
Eine zu starke Reduzierung der Wurzeln kann den Wuchs übermäßig einschränken; das Resultat sind zu ruhige Bäume, sogenannte „Wühlmausbäume“. Bei Obstbäumen können außerdem zu viele kleine Früchte ausgebildet werden und zu einem geringen Ertrag führen.
Ein weiteres Risiko sind Verletzungen der Pflanze während des Wurzelschnitts. Zum Beispiel können Quetschungen beim Abtrennen der Wurzeln Fäulnis zur Folge haben und zu große Schnittflächen einen Pilzbefall der Pflanze begünstigen.

## Videos
- Wurzelschnitt beim Pflanzen – Tutorial der Bayerischen Staatsforsten